# Harro Dicks

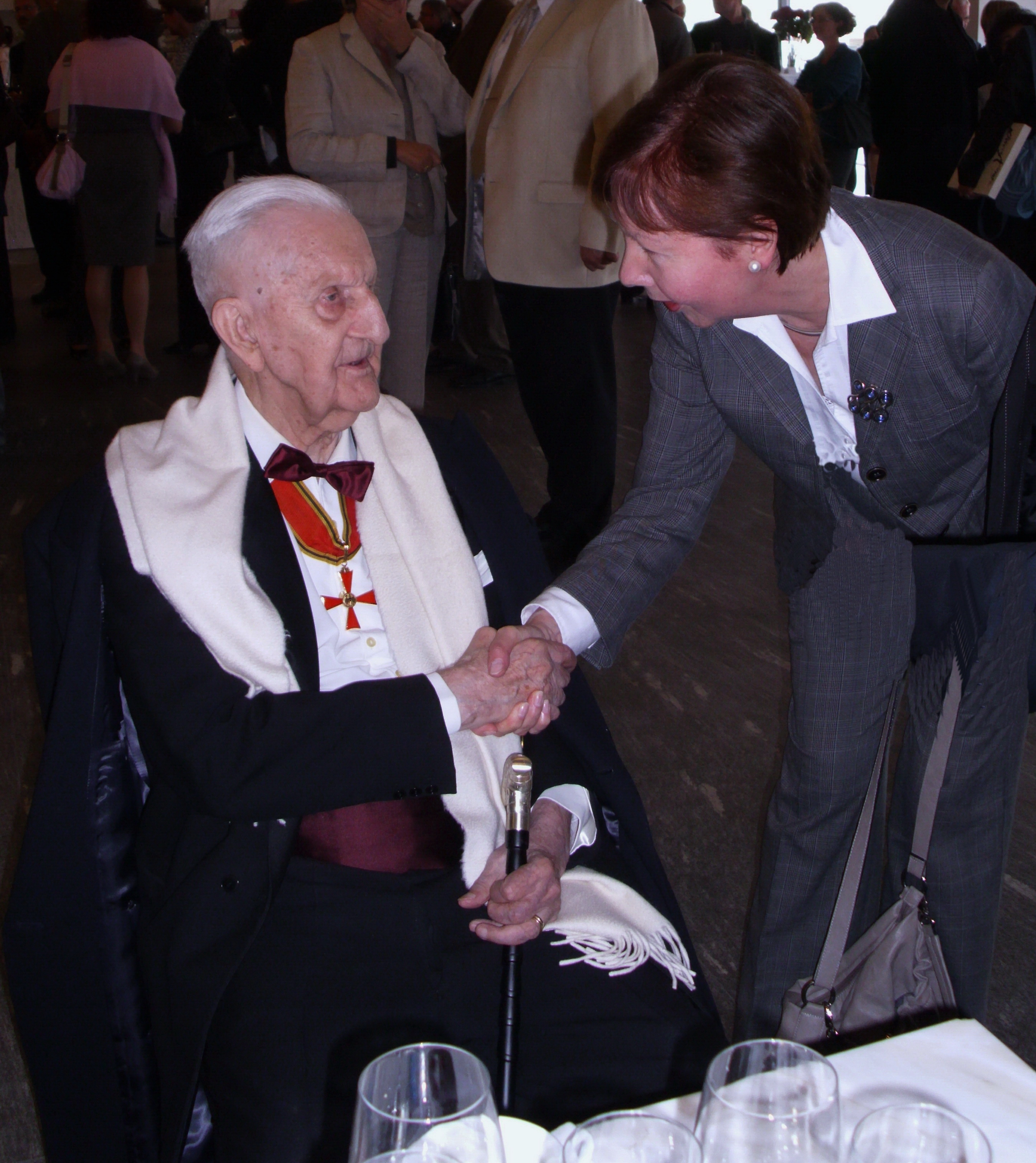
Harro Dicks beim Festakt zu seinem hundertsten Geburtstag

Harro Dicks (* 3. Oktober 1911 in Köln; † 24. Januar 2013 in Darmstadt) war ein deutscher Opernregisseur.

## Leben
Harro Dicks stammt aus einer Bankiersfamilie, machte eine Banklehre und begann ein Studium der Wirtschaftswissenschaft. Nebenbei studierte er aber schon Theaterwissenschaft in Köln.
Er wurde zunächst Regieassistent in Essen. Die Aufbruchszeit nach dem Zweiten Weltkrieg begann Dicks in Hannover (damals: Städtische Bühnen Hannover, Sparte Oper im Opernhaus), wo er vom Regisseur zum Chef der Oper avancierte. 1948 kam er als Chefregisseur und stellvertretender Intendant nach Frankfurt am Main. (Oper Frankfurt der Städtischen Bühnen).
1951 begann Dicks seine Arbeit am Landestheater Darmstadt, wo er bis 1976 zunächst Oberspielleiter und dann Operndirektor war. In diese Zeit fielen auch zahlreiche Inszenierungen an anderen Häusern in Deutschland und West-Europa. Danach blieb er noch bis 1991 als Opernregisseur in Darmstadt tätig und wurde dann zum Ehrenmitglied des Staatstheaters Darmstadt ernannt.
Am Landestheater Darmstadt praktizierte Dicks unter der Intendanz von Gustav Rudolf Sellner (1951 bis 1961) einen eigenen „Darmstädter Stil“ in der provisorischen Spielstätte der Darmstädter Orangerie. Dieser aus der Not der Nachkriegszeit geborene Stil der Aufführung mit sparsamen Bühnenmitteln bei höchster künstlerischer Effizienz wurde über Darmstadt hinaus bekannt und beispielgebend.
Neben seiner Tätigkeit am Theater leitete Dicks von 1952 bis 1992 die Opernschule an der Akademie für Tonkunst in Darmstadt. Auch an der Hochschule für Musik, Theater und Medien in Hannover war Dicks als Hochschullehrer engagiert.
Zum 100. Geburtstag von Harro Dicks 2011 gab es einen Festakt im Großen Haus des Staatstheaters Darmstadt mit dem Hessischen Ministerpräsidenten Volker Bouffier als Gratulant.

## Inszenierungen
Harro Dicks inszenierte etwa 700 Aufführungen, viele davon Ur- und Erstaufführungen, darunter:
- 1958 zur Weltausstellung in Brüssel Carmina Burana von Orff
- 1960 in Darmstadt Aufstieg und Fall der Stadt Mahagonny von Kurt Weill/Bertolt Brecht
- 1965/1966 in Darmstadt Salome von Richard Strauss und Neues vom Tage von Paul Hindemith/Marcellus Schiffer
- 1966/1967 in Darmstadt Lulu von Alban Berg/Frank Wedekind
- 1982/1983 in Darmstadt Troilus und Cressida nach Shakespeare von Winfried Zillig
- 1991 in Darmstadt Massenet Don Quichotte

## Auszeichnungen
- 1971: Johann-Heinrich-Merck-Ehrung der Stadt Darmstadt
- 1976: Silberne Verdienstplakette der Stadt Darmstadt
- 1976: Goethe-Plakette des Landes Hessen
- 1981: Bundesverdienstkreuz 1. Klasse[4]
- 1992: Großes Bundesverdienstkreuz[4]
- 2002: Hessischer Verdienstorden[4]

## Schriften
- Oper im Fernsehen; Erfahrungen aus der Praxis, Thesen für die Praxis; in: Die drei grossen F: Film – Funk – Fernsehen. Boosey & Hawkes, Bonn 1958, S. 46–48.
- in: Von Macht und Liebe. Shakespeare „Was ihr wollt“, Verdi „Othello“, Zillig „Troilus und Cressida“, Shakespeare „König Lear“ am Staatstheater Darmstadt 1982/83. Interviews mit Eike Gramss und Gustav Rudolf Sellner sowie Beitrag von Harro Dicks: Von der Sinnlosigkeit der Heldenverehrung. Hrsg. Susanne Berger, Ansgar Haag. Roether, Darmstadt 1983, S. 46–55.